# NGC 1243
NGC 1243 في الفهرس العام الجديد، هو نجم مزدوج، يقع في كوكبة النهر. اكتشف في 6 يناير 1831 بواسطة جون هيرشل.

## روابط خارجية
- NGC 1243 على موقع ويكي سكاي: DSS2, SDSS, GALEX, IRAS, Hydrogen α, X-Ray, Astrophoto, Sky Map, Articles and images